# نارجونر
نارجونز (بالإنجليزية: Narguns)‏ کائنات شريرة في أساطير استراليا، نصفها بشري ونصفها حيواني، ومصنوعة من الحجر ولا يمكن قتلها.